# The Fray
Frej (engl. The Fray) američki je rok bend formiran 2002. godine. Oformljen je od strane školskih drugova Ajzaka Slejda i Džoa Kinga. Ostvarili su uspeh hjihovim prvim singlom Over My Head (Cable Car), a kasnije i sa How to Save a Life.
Grupa koristi klavir kao glavni instrument, pa ih porede sa bendovima kao što su Koldplej i Kin. Međutim, bend navodi da su na njihovu muziku najviše uticali bendovi poput Volflauers, Kaunting Krous Beter den Ezra i U2.

## Diskografija
Studijski albumi
- How to Save a Life (2005)
- The Fray (2009)
- Scars & Stories (2012)
- Helios (2014)

## Spoljašnje veze
- Zvanični veb-sajt